# Ikarus 365

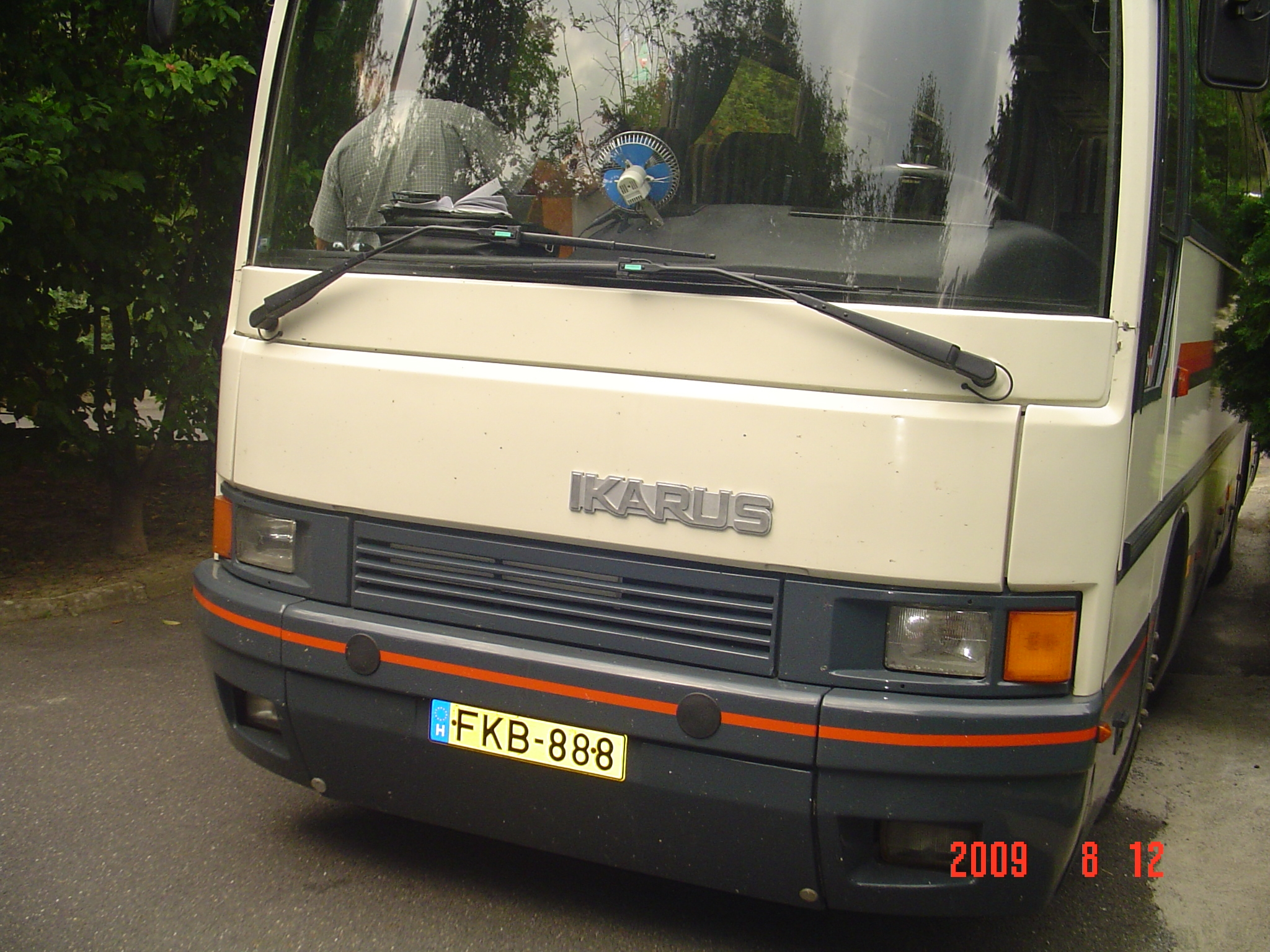
Ikarus 365 elölnézeti képe

Az Ikarus 365 az Ikarus 300-as típuscsalád egyik tagja, távolsági turistabusz, melynek luxuskivitelű változata is készült. Alapfelszereltsége szerénynek mondható távolsági társaiéhoz viszonyítva és hosszúsága 11 méter, így egy méterrel rövidebb a 350, 386, és 396 típusjelzésű buszoktól. 1985 és 1993 között gyártották, összesen 133 db készült belőle.

## Története
A nyugati autóbusz-konjunktúra a piac telítődésével 1977-re megszűnt, így az Ikarus ismét főleg a KGST-országok számára kezdett gyártani. Ekkor indult meg az Örsi Ferenc ipari formatervező nevéhez köthető Ikarus 300-as turista típuscsalád kifejlesztése. Sorozatgyártása 1986-ban kezdődik, mikor két újabb Ikarus típust is bemutatnak a 415-ös csuklós változatát és a 435 típusjelzésűt.
Néhány volán vállalat rendelkezett a típussal, többek között a Kisalföld Volán (3 db), a Jászkun Volán, a Bakony Volán és az Alba Volán egy-egy busszal és néhány közüzem és államigazgatási szervezetnél lehetett illetve lehet ma is az országúton találkozni vele.

## Műszaki adatok
- Hosszúság: 11 m
- Szélesség: 2,5 m
- Magasság: 3,5 m
- Férőhely: 46 fő
- Maximális sebesség: 110 km/h
- Terhelhetőség: 4.800 kg.

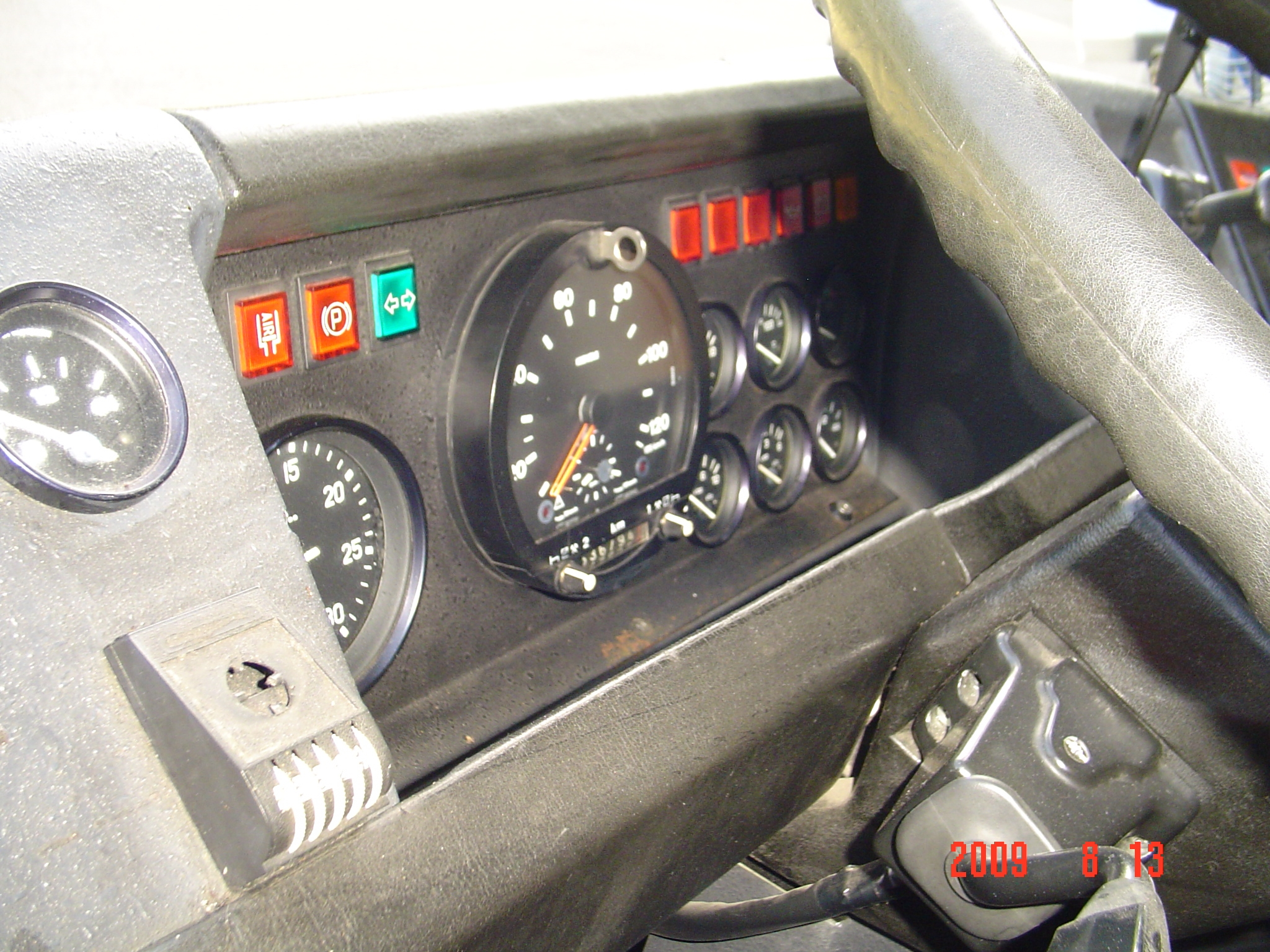
Ikarus 365 műszerfala

- Maximális összsúly: 16.000 kg.
- Csomagtér: 6.5 m3
- Fordulókör átmérő: 24 m

### Motor
Rába D2156 MT6U soros, hathengeres, közvetlen befecskendezésű, turbófeltöltős vízszintes elrendezésű dízelmotor 184 kW/2200/min, 898Nm/1400/min

### Egyéb műszaki paraméterek

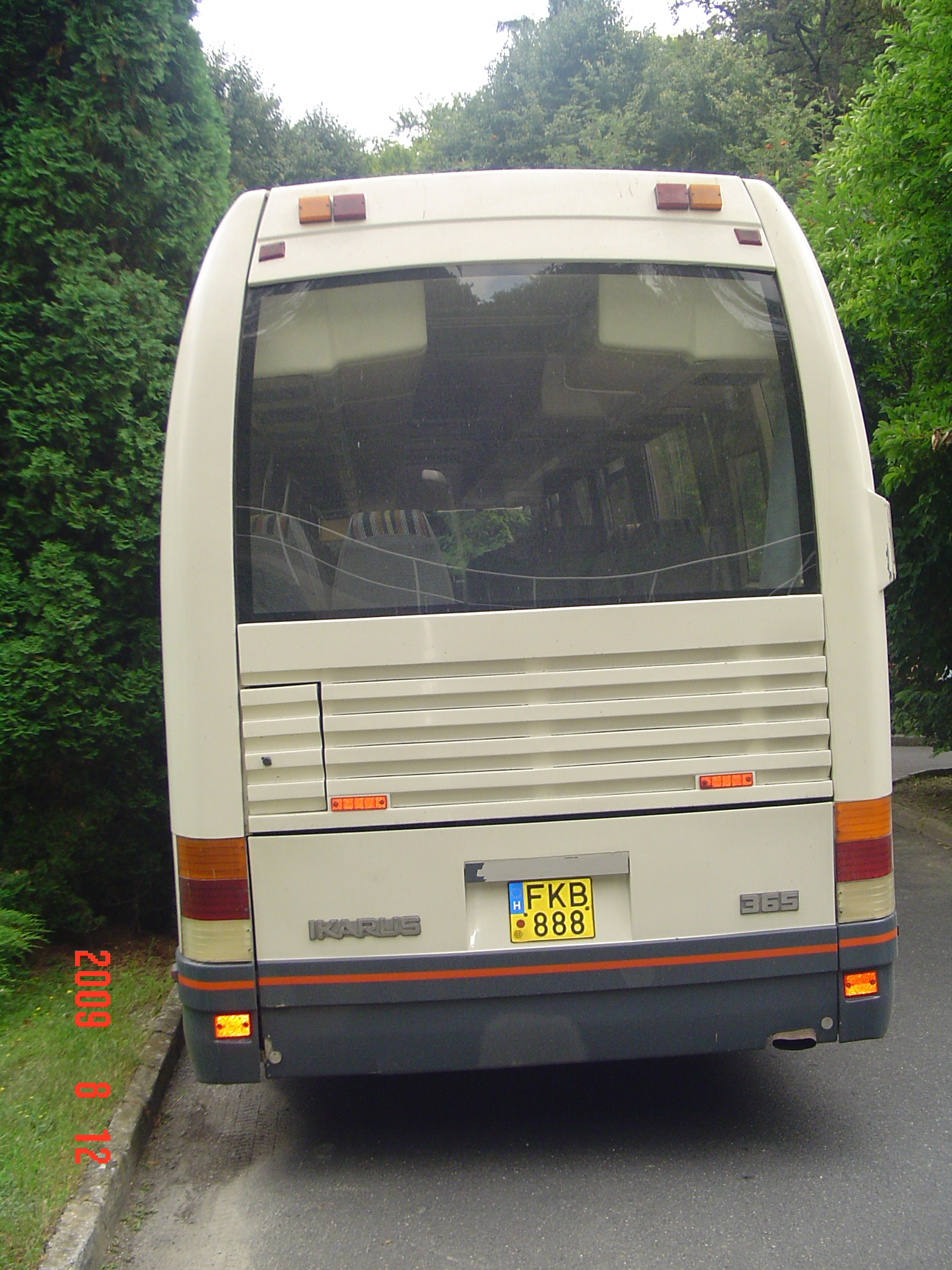
Ikarus 365 hátulnézeti képe

- Sebességváltó: ZF S6-90U teljesen szinkronizált 6 fokozatú mechanikus sebességváltó
- Felfüggesztés: Légrugók, kettős lengéscsillapítókkal
- Fékek: Kétkörös légfék légszárítóval és automatikus fékutánállítóval. Automata kipufogófék
- Kormányzás: Bendeberica golyósoros hidraulikus szervokormány
- Vázszerkezet: Négyszög keresztmetszetű acélcsövekből készült vázszerkezet, feszített oldalelemekkel, szegecselt felső lemezekkel, speciális korrózióvédelemmel ellátva. Bukókeretek elöl és hátul.
- Belső tér: Textil, műbőr belső borítás és mennyezet. Műanyag padló és szőnyeg. Állítható utas ülések textilborítással. Teljesen állítható vezetőülés textil/műbőrborítással és kísérőszék.
- Fűtés, szellőzés: Utastér fűtése meleg vizes fűtőkészülékkel. Szélvédő fűtése meleg levegővel. Szellőzés légbefúvókkal. Kézzel nyitható tetőszellőzők.
- Elektromos berendezések: Generátor: 110A/28V, akkumulátor: 2*182Ah, fénycsöves mennyezetvilágítás. Egyedi légbefúvók olvasólámpákkal és hívógombbal.

### Opciók
DAF, MAN, Mercedes vagy Cummins motor, ABS/ASR, Automata sebességváltó, színezett és hőszigetelt oldalüvegek, elektromos vezérlésű napellenzők és fűthető tükrök, utas ülések fogantyúval, magazinhálóval, hamutartóval, kalaptartóval, lehajtható asztallal. audio rendszer, HIFI, színes TV, video, telefon, légkondicionálás, automata fűtés, mini bár, hűtő, meleg ital automata, vízhűtő, öltözőhelyiség, WC, konyha, speciális fényezés.